# Emil Tchakarov
Emil Tchakarov (en bulgare : Емил Чакъров ; Bourgas, 29 juin 1948 – Paris, 4 août 1991) est un chef d'orchestre bulgare, dont la carrière s'est déroulée à la fois au concert et à l'opéra. Il a réalisé des enregistrements d'une série d'opéras russes.

## Biographie
Emil Tchakarov commence le violon à l'âge de six ans et entre au Conservatoire de Sofia en 1962, dans la classe de violon et de 1965 à 1972, il dirige également l'orchestre des jeunes de l'institution. En 1971, il remporte le troisième prix dans la seconde édition du concours international Herbert von Karajan, à Berlin. Il travaille avec Karajan en tant qu'adjoint à Berlin et au festival de Salzbourg parallèlement à ses études à Hilversum et Tanglewood. En 1972, il travaille la direction avec Franco Ferrara et en 1974 avec Eugen Jochum, puis jusqu'en 1978, il est nommé chef d'orchestre de la Philharmonie de Plovdiv
En 1979, il fait ses débuts au Metropolitan Opera de New York et dans d'autres villes américaines avec Eugène Onéguine (1979–1980) et des recréation pour Il Barbiere di Siviglia (1982–1983) et Boris Godounov (1990). Ensuite il reçoit des invitations pour diriger de nombreux orchestres à travers le monde, notamment de l'orchestre philharmonique de Leningrad, avec qui il réalise plusieurs enregistrements et dont il devient le chef invité pour la saison 1989/1990.
Parmi les engagements à l'opéra de Covent Garden, il dirigé Eugène Onéguine en 1979, à Nice, en novembre 1985. Il dirige aussi Simon Boccanegra avec Wilhelmenia Fernandez et Piero Cappuccilli. En janvier 1987, il y retourne pour Tosca avec Olivia Stapp, Nicolai Gedda et Theo Adam et à Houston en octobre 1986, il dirige Boris Godounov avec Nicolai Ghiaurov dans le rôle-titre. Il remplacer Giuseppe Sinopoli lors de l'ouverture de la première saison du Grand opéra de Houston au Wortham Center, en octobre 1987, avec la représentation d'Aida de Verdi, avec Mirella Freni, Placido Domingo et Ghiaurov. En 1983, il conduit Tannhäuser au Maggio Musicale Fiorentino.
Entre 1983 et 1986, il est le chef d'orchestre du Philharmonique flamant d'Anvers. Il dirige la première d'Hommage a Maurice Ravel de Michel Decoust lors du Festival de Radio-France et de Montpellier, en juillet 1987
En 1986, Tchakarov fonde l'orchestre du Festival de Sofia, avec le soutien d'éminents musiciens bulgares. Il dirige le Requiem de Verdi au Festival de Lucerne en 1989, puis à Sofia. À la fin des années 1980, sa renommée internationale conduit CBS/Sony à s'engager pour l'enregistrement d'une série de six opéras russes, réalisés sur quatre années avec l'orchestre du festival de Sofia.
Pour autant, il dirigeait aussi d'autres grands opéras comme cette mémorable Aïda à Houston en 1987, avec Freni, Domingo, Wixell (à voir sur le web)
Tchakarov est le chef d'orchestre du film de télévision de Maurice Béjart en 1981, Six personnages en quête d'un chanteur, avec Ruggero Raimondi et l'Orchestre de l'opéra.
Il donne son dernier concert le 22 mars 1991, avec l'Orchestre national de France à Paris
La salle de concert et le festival d'été de musique classique de Bourgas, porte son nom.

## Discographie
- Ludwig van Beethoven, Concerto pour violon en ut, WoO.5 : fragment ; Romance n° 1, op. 40 - Gidon Kremer, violon ; Orchestre Symphonique de Londres (1978, LP Deutsche Grammophon)[7] (OCLC 6767660)
- Alexandre Borodine, le Prince Igor - Boris Martinovich, Stefka Evstatieva, Kaludi Kaludov, Nicola Ghiuselev, Nicolaï Ghiaurov, Alexandrina Milcheva ; Orchestre du festival de Sofia. Grand Prix du disque de l'année 1989 (14-20 juillet 1987, Sony S3K 44878 / rééd. « Borodin Edition » Brilliant Classics) 77259757|826648011.
- Anton Bruckner, Symphonie n° 4 - Orchestre philharmonique de Leningrad (1978, Melodiya 2LP C10 09477-80)
- Mikhaïl Glinka, Une vie pour le tsar - Boris Martinovich, Chris Merritt, Stefania Toczyska, Alexandrina Pendachanska ; Orchestre du festival de Sofia (1990, Sony) (OCLC 759900353)
- Felix Mendelssohn, Concerto pour violon - Augustin Dumay, violon ; Orchestre symphonique de Londres (1988, EMI)[7]
- Modeste Moussorgski, Boris Godounov [version originale] - Nicolai Ghiaurov, Michail Svetlev, Josef Frank, Stefka Mineva, Nicola Ghiuselev ; Orchestre du festival de Sofia (11-19 septembre 1986, Sony S3K 45763) (OCLC 31482799)
- Modeste Moussorgski, La Khovanchtchina - Nicolai Ghiaurov, Alexandrina Milcheva, Zdravko Gadjev, Nicola Ghiuselev, Kaludi Kaludov ; Orchestre du festival de Sofia. Enregistré en 1986.
- Franz Schubert, Concertstück en ré majeur D345; Rondo en la D438 ; Polonaise en si-bémol D580 - Gidon Kremer, violon ; Orchestre symphonique de Londres (1978, Deutsche Grammophon)[7]
- Richard Strauss, Also sprach Zarathustra. Orchestre symphonique de la radio roumaine (concert, festival Georges Enesco de Bucarest 1981, Electrecord F. E. 81-01)
- Piotr Ilitch Tchaïkovski, La Dame de pique - Wieslaw Ochman, Stefka Evstatieva, Penka Dilova, Ivan Konsulov, Yuri Mazurok ; , Sofia Orchestre du Festival. Enregistré En 1988, Sony.
- Piotr Ilitch Tchaïkovski, Eugène Onéguine avec Yuri Mazurok, Anna Tomowa-Sintow, Nicolai Gedda, Rossitsa Troeva-Mircheva, Orchestre du festival de Sofia (1988, 2CD Sony) (OCLC 723817916)
- Piotr Ilitch Tchaïkovski, Concerto pour violon (avec Augustin Dumay). Orchestre Symphonique de Londres (1988, EMI 5 73296 2) 42396218[7].
- « Les trésors de l'Ère Baroque ». (Albinoni Adagio (Giazotto) ; Bach, Concerto Brandebourgeois n° 3 ; Boccherini, Musique de Nuit de Madrid ; Haendel, Concerto Grosso op. 6, n° 12 ; Rameau, Concert n° 6 ; Torelli, Concerto de Noël ; Marcello, Introduction, aria & presto ; Vivaldi, Concerto Grosso op. 3, n° 8) - Orchestre de chambre national iranien de Radio et de Télévision (Téhéran 1978, EMI TSA 3613 & 3614 / SLS 5144) (OCLC 5881870)